# Raphael Lemkin
Raphael Lemkin (Rafał Lemkin en polaco; Bezwodne, 24 de junio de 1900-Nueva York, 28 de agosto de 1959) fue un jurista polaco de familia judía conocido por acuñar el término «genocidio» y principal impulsor de que fuera reconocido como delito por el derecho internacional. El término «genocidio» apareció definido por primera vez en su libro El poder del Eje en la Europa ocupada, publicado en los Estados Unidos en 1944, país al que Lemkin logró escapar de la persecución nazi en 1939, en la cual murieron 49 de sus familiares.

Las nuevas concepciones requieren nuevos términos. Por "genocidio" nos referimos a la estructura de una nación o de un grupo étnico. Esta nueva palabra, acuñada por el autor para denotar una vieja práctica en su desarrollo moderno, está conformada de la palabra griega antigua genos (raza, tribu) y la palabra latina cidio (matar), así correspondiente en su formación a palabras como tiranicidio, homocidio, infanticidio, etc. En términos generales, el genocidio no significa necesariamente la destrucción inmediata de una nación, excepto cuando se logra mediante la matanza masiva de todos los miembros de una nación. Se trata más bien de significar un plan coordinado de diferentes acciones encaminadas a la destrucción de los fundamentos esenciales de la vida de los grupos nacionales, con el objetivo de aniquilar a los propios grupos. Los objetivos de tal plan serían la desintegración de las instituciones políticas y sociales, de la cultura, el idioma, los sentimientos nacionales, la religión y la existencia económica de los grupos nacionales, y la destrucción de la seguridad, la libertad, la salud, la dignidad y incluso las vidas de las personas que pertenecen a esos grupos. El genocidio se dirige contra el grupo nacional como una entidad, y las acciones involucradas están dirigidas contra individuos, no en su capacidad individual, sino como miembros del grupo nacional.

## Biografía
Nació en 1900 en la localidad de Bezwodne, que entonces pertenecía al Imperio ruso (a partir de 1919 Bezwodne formó parte de Polonia, y después de 1945 de Bielorrusia), en el seno de una familia judía. En los años 20 descubre la muerte de miles de civiles armenios durante la Primera Guerra Mundial deportados por el gobierno del Imperio Otomano, gracias al proceso celebrado en Alemania contra un joven armenio que había asesinado en plena calle a Talaat Pashà, el ministro otomano que en abril de 1915 ordenó la deportación. Un hecho olvidado, como recordaría el mismísimo Adolf Hitler cuando el 27 de agosto de 1939 ordenó la destrucción de Polonia alegando: «¿Quién se acuerda del aniquilamiento [Vernichtung] de los armenios?». La reacción de Lemkin fue exactamente la contraria, como escribió en su autobiografía: «me di cuenta de que una ley contra este tipo de asesinatos raciales o religiosos debía ser adoptada por el mundo». A partir de entonces reorienta su carrera profesional de la lingüística al derecho y se convierte en un gran jurista en su país, Polonia —"resucitada" tras el final de la Primera Guerra Mundial—.
El primer documento importante que elabora sobre los asesinatos en masa es una ponencia que envía a la Conferencia de Unificación del Derecho Penal, celebrada en Madrid en 1933, pero el ministerio polaco de asuntos exteriores, al conocer su contenido, no le concede el visado para poder viajar a Madrid, para evitar enemistarse con el nuevo líder de Alemania, Adolf Hitler. En la ponencia Lemkin para referirse a los asesinatos en masa utiliza los términos crimen de barbarie y crimen de vandalismo, que no logró que fueran reconocidos. Por el primero entendía las «acciones exterminadoras» por motivos «políticos y religiosos» y que también incluye «acciones emprendidas para arruinar la existencia económica de los miembros de la colectividad», aludiendo a la  muerte de millones de ucranianos como resultado de la violencia utilizada para imponer la colectivización forzosa decretada por Stalin. En cuanto al vandalismo adelanta lo que varios decenios después será conocido como genocidio cultural. Su propósito al presentar la ponencia era, según el historiador español Antonio Elorza, de la Universidad Complutense de Madrid, lograr que esos delitos fueran tipificados en el Derecho Internacional, y así «los posibles criminales» tendrían conocimiento «de que su acción no quedaría impune». Proponía, pues, lo que algunos decenios después se llamaría justicia universal, y que Lemkin en su escrito denominó «justicia interestatal». Según Lemkin:

Cuando una nación es destruida, no es la carga de un barco lo que es destruido, sino una parte sustancial de la humanidad, con una herencia espiritual que toda la humanidad comparte

En 1939 logra escapar de Polonia pero no consigue llevarse a sus padres con él, que serán asesinados en el campo de exterminio de Auschwitz. Exiliado en Estados Unidos, allí emprende una acción decidida de denuncia de las atrocidades nazis —que en 1944 Winston Churchill llamó «el crimen sin nombre»—. En 1942 logra entrevistarse con el presidente Franklin D. Roosevelt a quien propone tipificar en derecho internacional los crímenes nazis, pero el presidente le responde: «Paciencia». "De haber sido aprobada la iniciativa de Lemkin, las condenas de Núremberg no se hubieran pronunciado sobre el terreno movedizo de normas establecidas ex post facto", afirma el profesor Elorza. En 1944 publica Axis Rule in Occupied Europe ('El poder del Eje en la Europa ocupada'), obra en la que utiliza por primera vez el término genocidio. Según el historiador francés Bernard Bruneteau, Lemkin veía la asunción del crimen de genocidio «como el punto de partida de un nuevo Derecho internacional».
Lemkin compuso la palabra genocidio a partir del sustantivo griego genos ('raza', 'pueblo') y del sufijo latino cidio (de caedere, 'matar'). Así en el libro enumeraba todas las políticas nazis dirigidas a la aniquilación de pueblos —el judío y el polaco en primer lugar- por sus características nacionales, religiosas y étnicas. Como ha destacado el profesor Bruneteau, «para Lemkin, el genocidio iba más allá de la eliminación física en masa, que a su juicio era un caso límite y excepcional; consistía, más bien, en una multiplicidad de acciones destinadas a destruir las bases de la supervivencia de un grupo en cuanto grupo. Era una síntesis de los diferentes actos de persecución y destrucción». Así Lemkin, proponía una acepción amplia a la noción de genocidio, que englobaba los actos que más adelante se calificarían como etnocidio y que «se refiere de forma prioritaria a un tipo de aniquilación no física. En cierto modo, la muerte era la consecuencia, y no el medio, del fin perseguido. En la acción genocida perpetrada por el Tercer Reich, Lemkin veía, por lo demás, la síntesis y la plenititud de todas las barbaries pasadas, tanto las que en la Antigüedad y la Edad Media pretendían destruir físicamente a algunos pueblos, como las que, en la Edad Moderna, trataban de aniquilarlos culturalmente. La Europa nazi, continuadora de estas antiguas prácticas, jerarquizaba a los grupos con miras a su aniquilación física inmediata (los judíos y los gitanos) o a su extinción sociocultural (los eslavos). Recordemos, pues, que Lemkin no deseaba designar un fenómeno nuevo, sino más bien estigmatizar una práctica secular de la humanidad designándola como crimen en virtud del derecho internacional».
Tras el final de la Segunda Guerra Mundial Lemkin dedica todos sus esfuerzos al reconocimiento del delito de genocidio. En abril de 1946 Lemkin publicó un artículo en la revista American Scholar que tuvo mucha repercusión, pero aunque el término genocidio fue utilizado por las acusaciones en el juicio de Núremberg los jueces no lo utilizaron en la sentencia que condenó a los dirigentes nazis por «crímenes contra la humanidad» (de hecho la "persecución" de los judíos, como llamó el tribunal a la Shoah, solo ocupaba 16 de las 190 páginas de la sentencia, por lo que en contra de lo que suele pensarse, ningún dirigente nazi fue condenado a causa del genocidio de los judíos). Sin embargo, a finales de 1946 la Asamblea General de la ONU, recién creada, aprobó la resolución 96 en la que el término genocidio aparece por primera vez en un documento internacional. La resolución lo definió como «una denegación del derecho a la vida de los grupos humanos», independientemente de que estos «grupos raciales, religiosos, políticos o de otro tipo hayan sido destruidos por completo o en parte»; y, por tanto, como un crimen sometido al Derecho en cualquier lugar. Así, en la resolución no se distinguía entre el «crimen contra la humanidad» aplicado en Núremberg y el de genocidio, quedando este último de cierta forma incluido en el primero.
La separación entre los dos tipos de acusaciones se produjo dos años después, y la diferenciación se ha mantenido hasta hoy. En diciembre de 1948 la Asamblea General de la ONU aprobó la Convención para la Prevención y la Sanción del Delito de Genocidio que luego sería ratificada por cada uno de los Estados miembros. De la aprobación de la Convención contra el genocidio nació el Tribunal Internacional de Justicia, «de acuerdo con la idea lemkiana de que el ataque contra un grupo humano equivale a atentar contra la humanidad», afirma el profesor Elorza.
La presión de la Unión Soviética hizo que de la definición de genocidio se cayera la referencia a grupos "políticos y de otra clase" que aparecía en la resolución de 1946, salvaguardando así la política exterior estanilista durante la guerra y la posguerra (en algunos ámbitos se había empezado a usar el término de genocidio para calificar la anexión de los países bálticos por la Unión Soviética). Así el artículo II de la Convención consideró genocidio todo acto «cometido con la intención de destruir, totalmente o en parte, a un grupo nacional, étnico, racial o religioso» (pero no «político o de otro tipo», como se decía en la resolución de 1946).
En los años 50 Lemkin fue apartado de su puesto en la Universidad de Yale y gastó sus ahorros en la defensa de la causa a la que había dedicado su vida, lo que le hundió en la pobreza. Murió en 1959 en Nueva York de un infarto.